# Amian Clement
Amian Clement (sinh ngày 16 tháng 8 năm 1992) là một cầu thủ bóng đá người Bờ Biển Ngà thi đấu cho Praiense.

## Sự nghiệp câu lạc bộ
Anh ra mắt chuyên nghiệp tại Giải bóng đá hạng nhất quốc gia Bồ Đào Nha cho Sporting Covilhã vào ngày 13 tháng 2 năm 2011 trong trận đấu trước Estoril.